# لیوان غربی
لیوان غربی روستایی در دهستان لیوان بخش نوکنده شهرستان بندرگز استان گلستان ایران است.
این روستا در ۴۵ کیلومتری غرب گرگان واقع است.

## جغرافیا
مردم روستا به زبان فارسی و گویش مازندرانی تکلم می‌کنند. از این روستا در اسناد وقفی سال ۹۱۰ هجری قمری که مربوط به اوایل دوران صفویه است با نام لوان نام برده شده‌است. دارای جاذبه‌های گردشگری از جمله منطقه جنگلی چشمه بلبل در جنوب آن می‌باشد.
این روستا از یکی از روستاهایی است که تحت بخش بخش نوکنده قرار دارد.

## جمعیت
بر پایه سرشماری عمومی نفوس و مسکن در سال ۱۳۹۵ جمعیت این مکان ۱٬۲۲۹ نفر (۴۱۵خانوار) بوده‌است.